# Marcus Gavius Squilla Gallicanus (Konsul 150)
Marcus Gavius Squilla Gallicanus war ein römischer Politiker und Senator des 2. Jahrhunderts.
Gallicanus stammte aus Verona. Durch ein Militärdiplom, das auf den 18. Februar 150 datiert ist, ist belegt, dass er 150 zusammen mit Sextus Carminius Vetus ordentlicher Konsul war. Die beiden Konsuln sind auch in einer Inschrift aufgeführt. Um 165 wurde er Prokonsul von Asia.
Sein gleichnamiger Vater war im Jahr 127 ordentlicher Konsul. Verheiratet war Gallicanus mit Pompeia Agripinilla. Seine Kinder waren Marcus Gavius Cornelius Cethegus, Konsul im Jahr 170, und Gavia Cornelia Cethegilla.